# ميدان فيليب هارت بلازا
ميدان فيليب هارت بلازا (بالإنجليزية: Philip A. Hart Plaza)‏ هي ميدان يقع في وسط مدينة ديترويت الأمريكية على طول نهر ديترويت.
سمي باسم السيناتور الأمريكي فيليب هارت، وافتتح عام 1975، ويمكن أن يحتوي 40 ألف شخص.